# Тюрин, Василий Фёдорович
Тюрин Василий Фёдорович (22 августа 1924 — 20 декабря 1943) — старший сержант 59-й гвардейской танковой бригады 8-й гвардейского танкового корпуса, Герой Советского Союза (1944).

## Биография

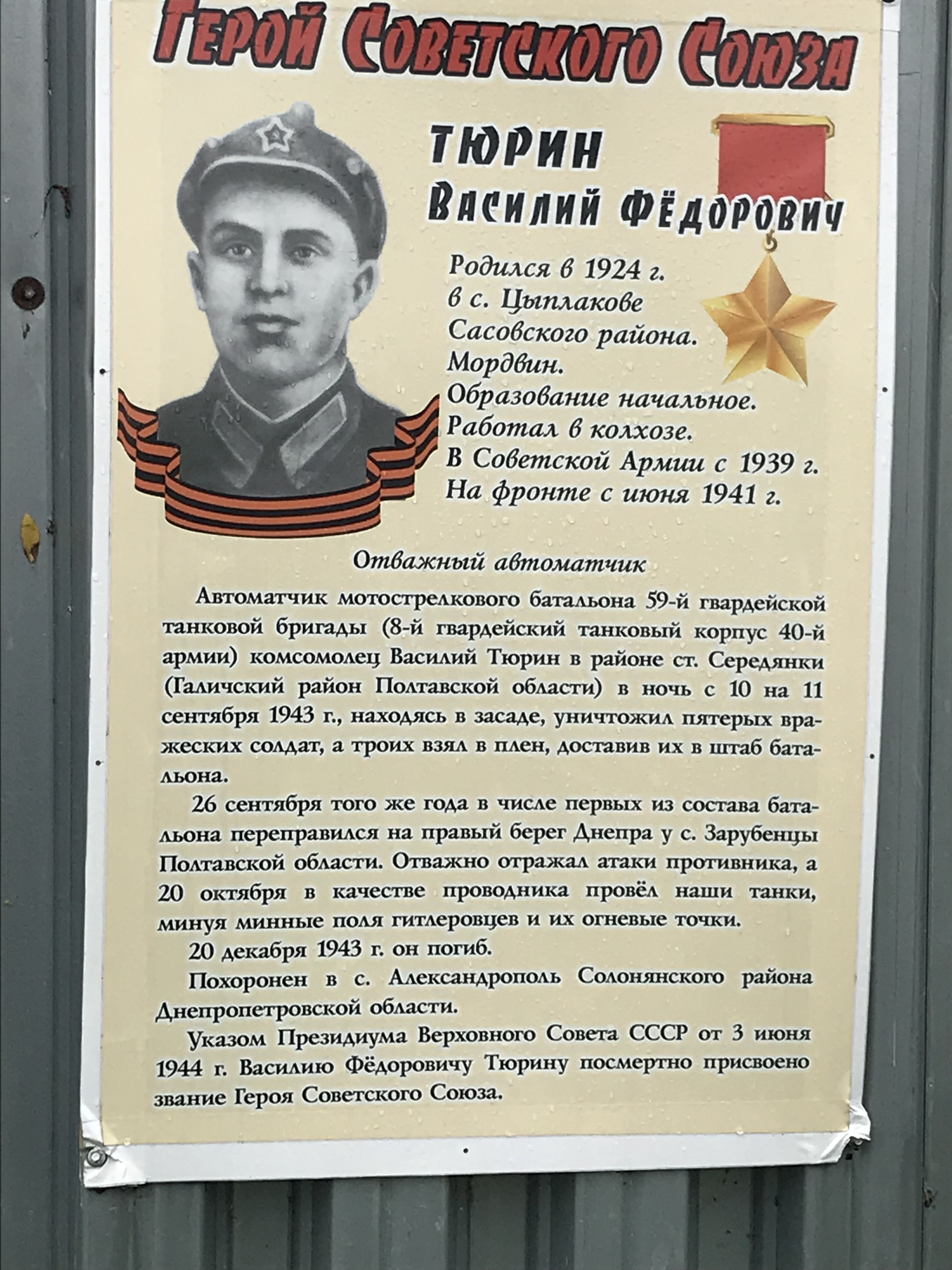

Родился 22 августа 1924 года в селе Цыплаково Шацкого уезда Рязанской губернии (ныне в Сасовском районе Рязанской области), в крестьянской семье. В настоящее время село Цыплаково не существует. По национальности — мордвин. После окончания начальной школы работал в колхозе.
В Красную Армию призван в 1939 году. С июня 1941 года — участник Великой Отечественной войны. Воевал на Юго-Западном (с 20 октября 1943 года — 3-й Украинский фронт) и Воронежском (с 20 октября 1943 года — 1-й Украинский фронт) фронтах.
В сентябре 1943 года — автоматчик мотострелкового батальона 59-й гвардейской танковой бригады 8-й гвардейского танкового корпуса. Отличился в период боёв за выход к Днепру и на Букринском плацдарме в сентябре-октябре 1943 года. На митинге личного состава батальона гвардии майора Г. Максимова, перед форсированием Днепра, агитатор-коммунист гвардии красноармеец Василий Тюрин заявил:
— Правый берег Днепра будет нашим! И очень скоро. Каждый из нас должен во имя Родины проявить мужество и отвагу. Лично я буду драться не жалея крови и не щадя жизни!
10-11 сентября 1943 года близ станции у села Середняки Гадячского района Полтавской области устроил засаду, уничтожил 6 противников и троих взял в плен. 26 сентября у села Зарубенцы Каневского района Киевской области, одним и первых из состава батальона переправился на правый берег Днепра. В боях по расширению плацдарма на правобережье Днепра 29 сентября 1943 года в районе села Великий Букрин уничтожил до 40 солдат противника, получив штыковое ранение, после госпиталя — 18 октября провёл разведку, а 20 октября обеспечивал проход танков, минуя минные поля и огневые точки противника, был вторично ранен. После излечения был направлен для дальнейшего прохождения службы в 27-ю гвардейскую стрелковую дивизию и назначен командиром отделения в 36-м гвардейском стрелковом полку. Погиб в бою 20 декабря 1943 года близ села Александрополь Солонянского района Днепропетровской области, на этом месте установлен памятный знак.
Указом Президиума Верховного Совета СССР от 3 июня 1944 года Тюрину Василию Фёдоровичу присвоено звание Героя Советского Союза (посмертно).

## Награды и звания
- Герой Советского Союза (3.6.1944)
- Орден Ленина

## Память
- Памятный знак на месте гибели Героя близ села Александрополь.
- В городе Сасово в честь героя названа улица Тюрина, установлена мемориальная доска.
- В Марьина Горка (Беларусь). Мемориал в честь 8-й Гвардейской Краснознаменной танковой дивизии. Один из памятных знаков посвящён Герою.

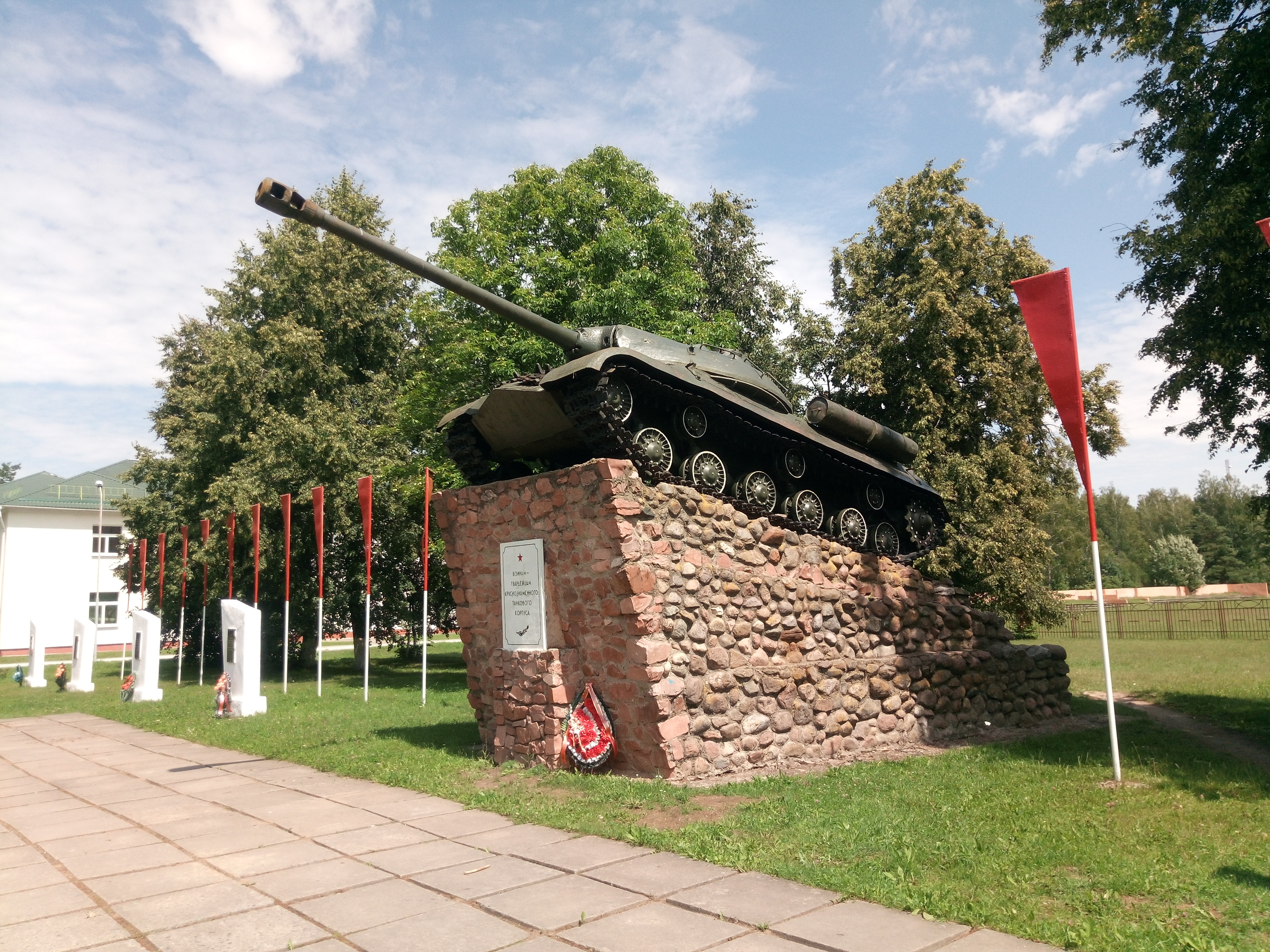
Марьина Горка. Памятник воинам-гвардейцам Краснознамённого танкового корпуса.
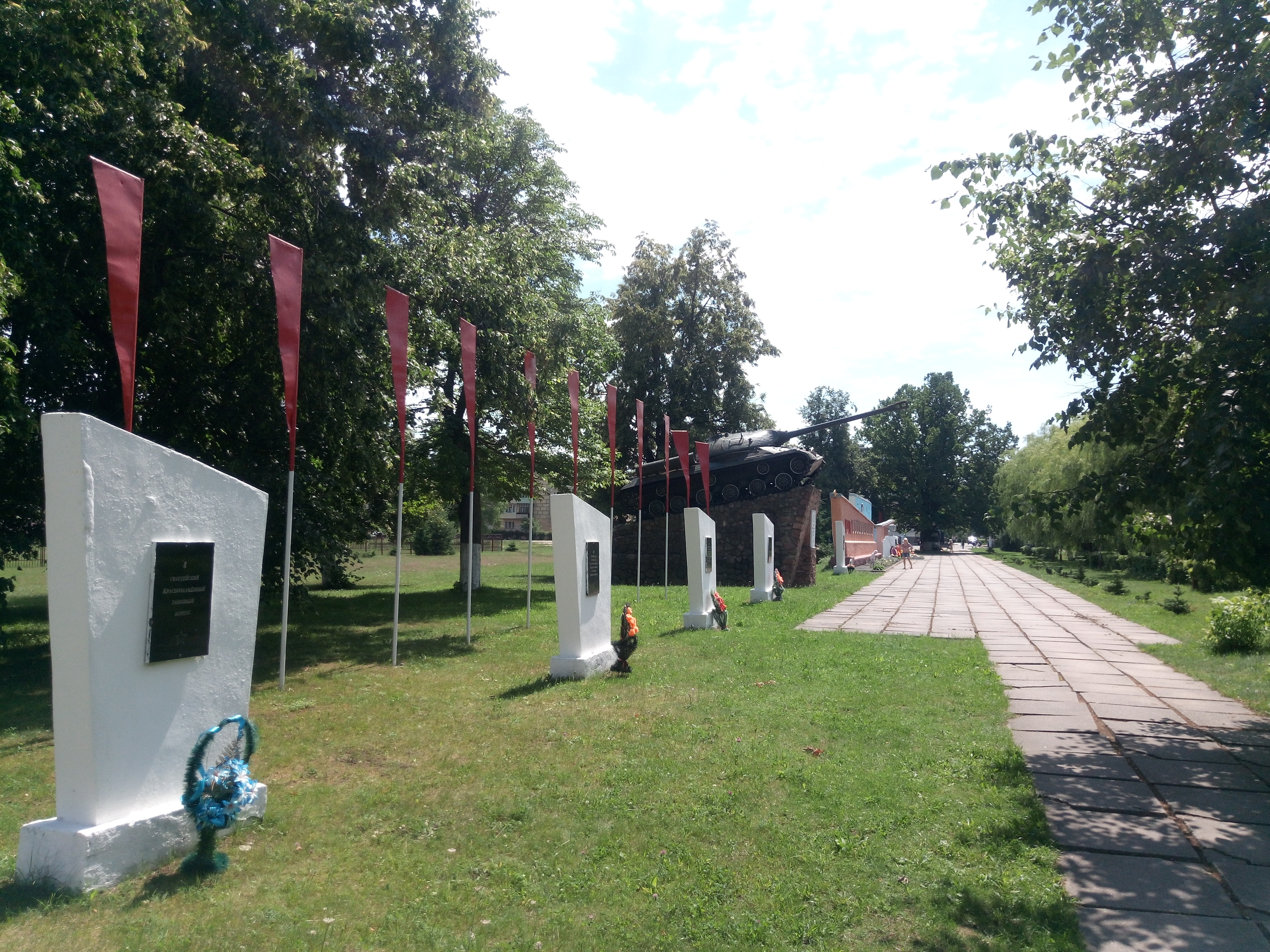
Марьина Горка. Мемориал 8-й танковой дивизии.
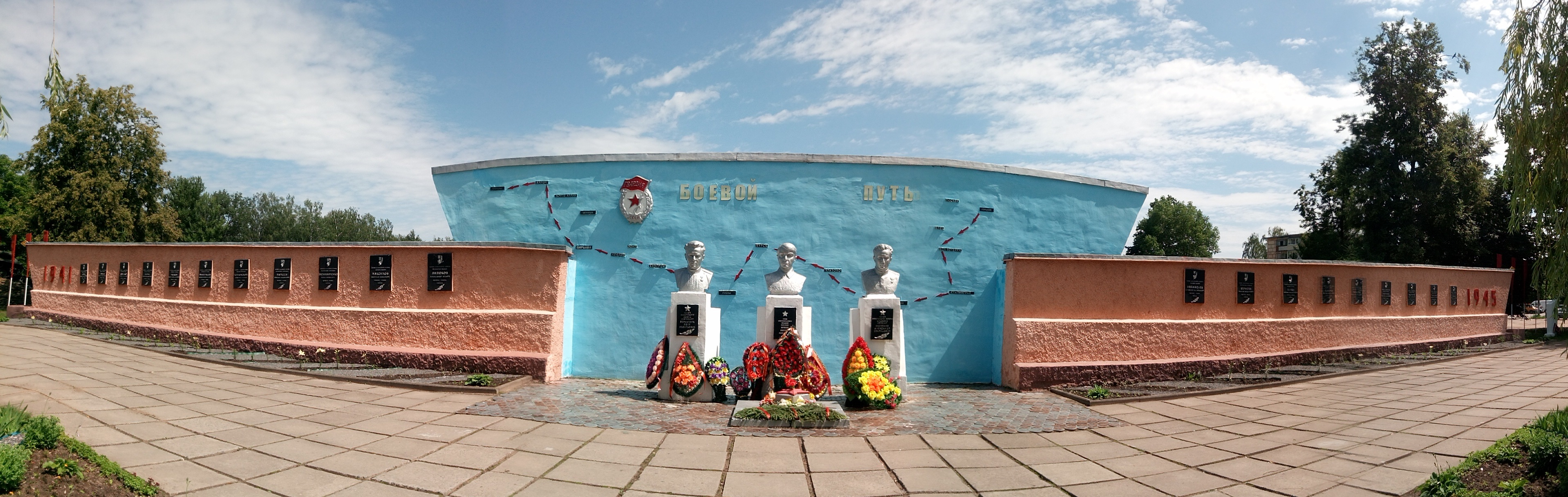
Марьина Горка. Мемориал 8-й танковой дивизии.
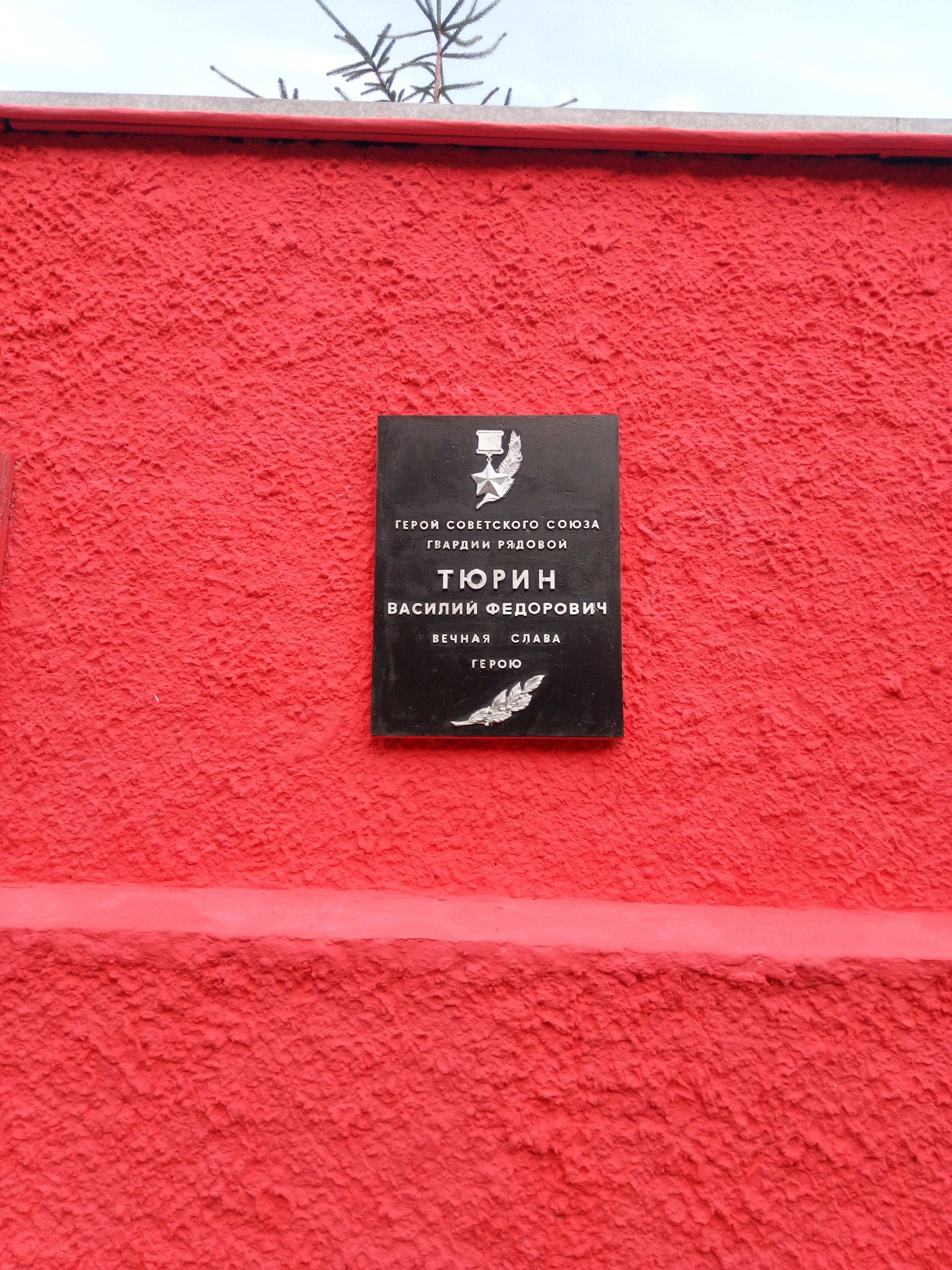
Марьина Горка. Мемориал 8-й танковой дивизии. Памятная доска.